# Guidonia Montecelio
Guidonia Montecelio es un municipio perteneciente a la Ciudad metropolitana de Roma Capital, en la región del Lacio (Italia). Con una población de aproximadamente 89 000 habitantes en 2024, es el tercer municipio más poblado del Lacio después de Roma y Latina.

## Celebridades
- Darío Vittori, actor argentino, nació en este municipio.

## Evolución demográfica
| Gráfica de evolución demográfica de Guidonia Montecelio entre 1861 y 2021 |
|                                                                           |
| Fuente ISTAT - elaboración gráfica de Wikipedia                           |

## Fracciones
- Guidonia
- Villanova
- Villalba
- La Botte
- Setteville
- Albuccione
- Montecelio
- Colleverde
- Colle Fiorito
- Bivio di Guidonia
- Castel Arcione
- Casa Calda
- Marco Simone
- Laghetto
- Pichini

## Deportes
En la localidad se encuentra el Marco Simone Golf and Country Club, campo de golf que acogió la Ryder Cup en 2023.
Además, el equipo de fútbol local, el Guidonia Montecelio 1937 FC, logró en 2025 el ascenso a la Serie C por primera vez en su historia.